# Денвер Сити (Тексас)
Денвер Сити (енгл. Denver City) град је у америчкој савезној држави Тексас. По попису становништва из 2010. у њему је живело 4.479 становника.

## Демографија
Према попису становништва из 2010. у граду је живело 4.479 становника, што је 494 (12,4%) становника више него 2000. године.
| Група             | 2000.         | 2010.         |
| Белци             | 2.021 (50,7%) | 1.521 (34,0%) |
| Афроамериканци    | 61 (1,5%)     | 59 (1,3%)     |
| Азијати           | 8 (0,2%)      | 27 (0,6%)     |
| Хиспаноамериканци | 1.879 (47,2%) | 2.836 (63,3%) |
| Укупно            | 3.985         | 4.479         |